# 婁底市
婁底市（ろうてい-し）は、中華人民共和国湖南省に位置する地級市。婁底市の総面積は8117 km2、2019年の人口数は394.13万人、人口密度は約486人/km²である。

## 地理
湖南省の中部に位置し、益陽市、長沙市、湘潭市、衡陽市、邵陽市、懐化市に接する。湘江の支流である漣水が市域内を流れている。婁底市の平均海抜は170m、最高地点の新化九龍池の海抜は約1622mであり、最低地点の江口峡谷は64mである。両者の間に1558mの差がある。

## 人口
2019年国勢調査より前回調査からの人口増減をみると、1.14％増の394.13万人である。2019年度の出生率は1.037％、死亡率は0.527％、自然増加率は0.510％である。。

## 歴史
1999年1月に地級市として婁底市が成立した。

## 経済
婁底市統計局によると、2019年域内総生産は1640.58億元。前年度より8.1%が増加した。

## 気候
婁底市の気候区分は亜熱帯モンスーン気候に属する。特徴としては、四季の変化が明瞭であり、夏季は高温、冬季は低温となる日が多い。年間平均温度は6.5～17.5℃で、雨が降りやすい時期は4-7月の間である。

## 行政区画
1市轄区・2県級市・2県を管轄下に置く。
- 市轄区：
  - 婁星区
- 県級市：
  - 冷水江市・漣源市
- 県：
  - 双峰県・新化県

| 婁底市の地図                         |
| ------------------------------------ |
| 婁星区 双峰県 新化県 冷水江市 漣源市 |

### 年表
この節の出典

#### 漣源地区
- 1977年9月29日 - 湖南省邵陽地区冷水江市・漣源県・双峰県・新化県・邵東県・新邵県を編入。漣源地区が成立。(1市5県)
- 1980年7月15日 - 漣源県の一部が分立し、婁底市が発足。(2市5県)
- 1982年12月11日 - 漣源地区が婁底地区に改称。

#### 婁底地区(1982年-1983年)
- 1983年2月8日
  - 婁底市・双峰県・漣源県が湘潭市に編入。
  - 冷水江市・新化県・邵東県・新邵県が邵陽市に編入。

#### 婁底地区(1983年-1999年)
- 1983年7月13日 - 湘潭市婁底区・双峰県・漣源県、邵陽市冷水江区・新化県を編入。婁底地区が成立。(2市3県)
  - 婁底区が市制施行し、婁底市となる。
  - 冷水江区が市制施行し、冷水江市となる。
- 1984年7月11日 - 漣源県の一部が婁底市に編入。(2市3県)
- 1987年6月10日 - 漣源県が市制施行し、漣源市となる。(3市2県)
- 1999年1月20日 - 婁底地区が地級市の婁底市に昇格。

#### 婁底市
- 1999年1月20日 - 婁底地区が地級市の婁底市に昇格。(1区2市2県)
  - 婁底市が区制施行し、婁星区となる。
- 2017年1月24日 - 漣源市・双峰県の各一部が婁星区に編入。(1区2市2県)

## 交通
鉄道
- 湘黔線（株洲市 - 貴州省貴陽市）
- 婁邵線（婁底市 - 邵陽市）

道路
- 滬端高速道路

## 観光スポット
- 曽国藩故居 - 清代の両江総督・直隷総督曽国藩の生家である[7]
- 梅山龍宮
- 紫鵲界梯田